# Alexander Mach

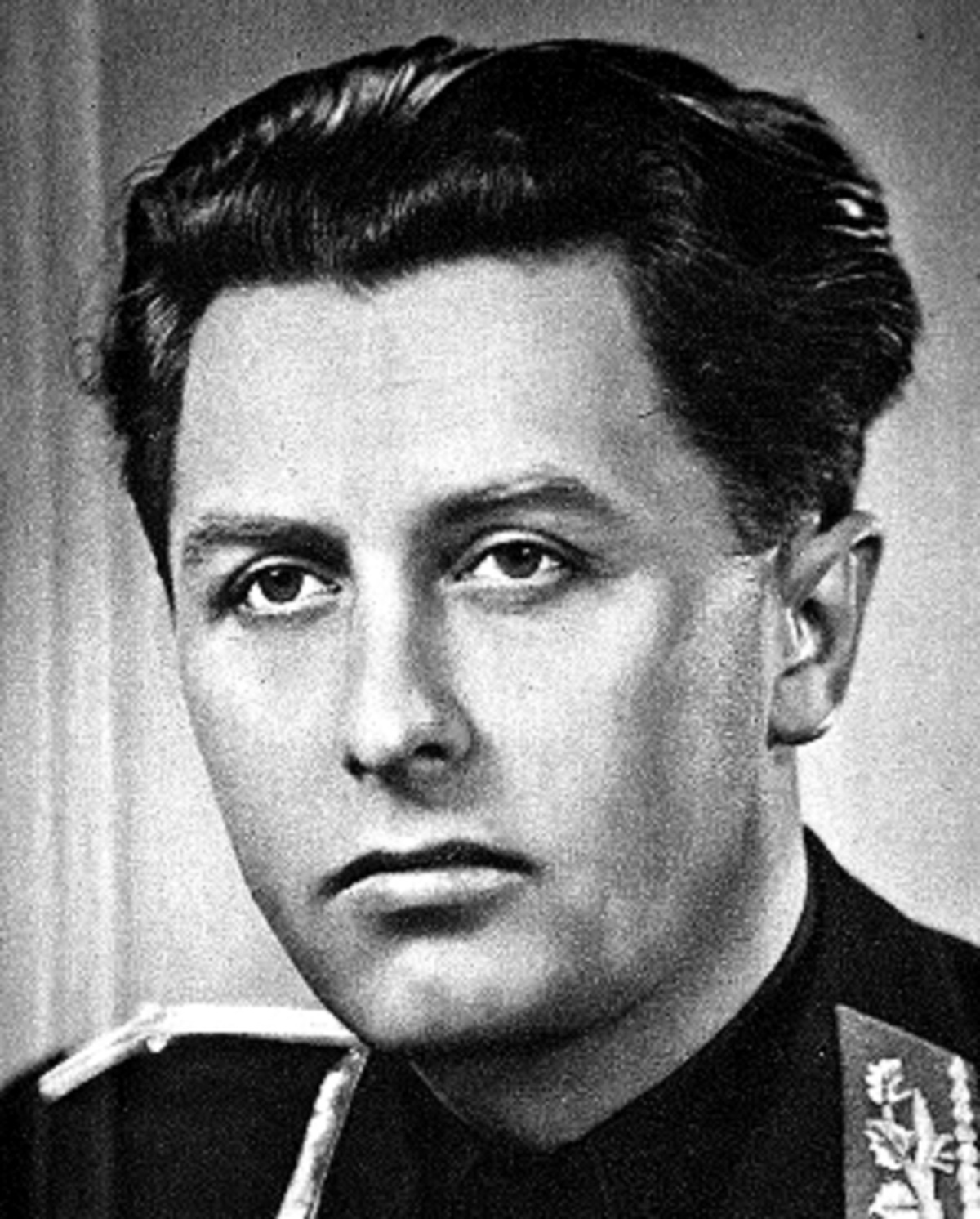
Alexander Mach

Alexander „Šaňo“ Mach (deutsch auch Schanjo Mach, * 11. Oktober 1902 in Tótmegyer; † 15. Oktober 1980 in Bratislava) war ein slowakischer faschistischer Journalist, Politiker (Ludaken) und Minister des von NS-Deutschland abhängigen Slowakischen Staates. Mach gilt als der „Architekt des slowakischen Holocaust“ und war maßgeblich verantwortlich für die Judenverfolgung in der Slowakei während des Zweiten Weltkrieges.
Von 1926 bis 1929 war er neben Vojtech Tuka der wichtigste Führer und Ideologe der faschistischen Rodobrana. Nach deren Auflösung führte Mach in den 1930er Jahren die Rodobrana-Veteranen innerhalb des rechtsradikalen Parteiflügels der Ludaken an und beteiligte sich als Autor an der ultranationalistischen Zeitschrift Nástup. Während des diktatorischen Ludaken-Regimes von 1938 bis 1945 war Mach, erneut neben Tuka, der bedeutendste Vertreter des nationalsozialistischen Parteiflügels. In dieser Zeit war er Propagandachef (1938–39), Oberkommandant der Hlinka-Garde (1939–40, 1940–44) sowie Innenminister und Vize-Ministerpräsident (1940–45).

## Jugend, Werdegang und Politik bis 1938
Mach wurde am 1. Oktober 1902 als Sohn eines Bauern in Slowakisch-Meder geboren. Sein Vater fiel während des Ersten Weltkrieges als österreichischer Soldat an der italienischen Front. Er besuchte das Gymnasium in Nové Zámky. Danach absolvierte er von 1916 bis 1922 Priesterseminare in Esztergom und Trnava, entschied sich aber schließlich, nicht Priester zu werden. Ab 1922 war er Funktionär der Slowakischen Volkspartei; 1925 wurde er deren Zentralsekretär. Von 1926 bis 1939 war Mach Redakteur und Chefredakteur der Parteizeitung „Slovák“.
Schon als Zwanzigjähriger gründete er Jugendorganisationen der Slowakischen Volkspartei und hielt Reden bei Parteiversammlungen. Zum Journalismus brachte ihn der damalige Chefredakteur der Parteizeitung „Slovák“, Vojtech Tuka, der sein politischer Mentor wurde. Schon als Student las Mach alles, was Tuka im „Slovák“ veröffentlichte. Noch 30 bis 40 Jahre später rezitierte Mach seinen späteren Mitgefangenen Passagen aus Tukas Artikeln.

Flagge der faschistischen Rodobrana (1926–1929)

Die Freundschaft der beiden begann trotz des großen Altersunterschieds 1926, als Tuka Mach als seinen Gefährten für die Reorganisation der Rodobrana auswählte. Die Mitglieder der Rodobrana bekannten sich offen zu den Ideen des italienischen Faschismus und verehrten Benito Mussolini.
„Mach war der Idee der Rodobrana hingegeben mit Geist und Seele. Auch die zwei Monate im Gefängnis konnten sein Feuer nicht löschen“, schrieb Tuka.
Von Anfang an galt Mach als einer der Hauptredner der Volkspartei. Schon in dieser Zeit waren seine Reden radikal, voll von antitschechischen und antijüdischen Äußerungen. Seine Vorträge hielt er immer mit Pathos und Sentimentalität. So erklärte Mach in einer seiner Reden:

„Auch in der Slowakei regieren … sozialistische, jüdische und legionarische Kreise... Wir werden den Kampf beginnen, und wer sich gegen uns stellt, den werden wir beseitigen, alles und jeden. Wir werden nicht auf die Verdienste schauen, auf die Demokratie, die Humanität, den Präsidenten, auf die Interessen der Synagogen und der Freimaurer Logen […] wir werden alles hinwegfegen, damit wir marschieren können.“

Der slowakische Historiker František Vnuk erklärt in seinem Buch Môj štát, nach welchem Grundsatz Mach sich richtete: „Sag dem Volk, was es schmerzt und verschreib gegen die Krankheit eine starke Medizin.“
1929 wurde Mach gemeinsam mit Vojtech Tuka des Hochverrats angeklagt, aber aus Mangel an Beweisen nur zu zwei Monaten Haft verurteilt. Danach arbeitete er als Redakteur und später Chefredakteur der Parteizeitung „Slovák“ sowie der Zeitung „Slovenská Pravda“. Mach hatte enge Kontakte zu literarischen Kreisen, vor allem zu Milo Urban und Ladislav Novomeský.
In kurzer Zeit gelang es Mach, bis in die höchsten Ebenen der Partei aufzusteigen. Unter der Aufsicht Tukas wurde er ein radikaler Gegner der Tschechoslowakei und überzeugter Faschist. Seine journalistische Tätigkeit, aber auch das Redetalent verhalfen ihm 1938 dazu, Chef der Propagandaabteilung der autonomen Slowakei zu werden. Außerdem wurde Mach gemeinsam mit Karol Murgaš Stellvertretender Oberbefehlshaber der von Karol Sidor gegründeten Hlinka-Garde.

## Ideologie
Mach war ein großer Widersacher des tschechoslowakischen Staates; das damalige parlamentarische System bezeichnete Mach als Diktatur und rief zu dessen Sturz auf.
Seine Ideologie orientierte sich am deutschen Nationalsozialismus. So schrieb Mach 1941 in der Gardista:

„Niemand ist für die Unabhängigkeit, für diese existenzielle Bedingung der Nation und diese Erfüllung aller slowakischen Wünsche, der nicht ein tätiger und ergebener Anhänger der deutsch-slowakischen Freundschaft ist.“

Mach suchte verschiedene, oft auch zufällige Ähnlichkeiten zwischen der slowakischen und der deutschen Geschichte, und leitete von ihnen sein nationalsozialistisches Verständnis ab. So waren Mach zufolge alle großen Persönlichkeiten der slowakischen Geschichte – von Anton Bernolák über Ľudovít Štúr, Milan Rastislav Štefánik bis Martin Rázus und Andrej Hlinka – eigentlich Nationalsozialisten. In Ľudovít Štúr sah Mach gar einen slowakischen Hitler und zu Štefánik erklärte er:

„Štefánik wusste schon vor 20 Jahren, dass wir das slowakische Volk nur bewahren können, wenn wir Bolschewismus und Demokratie ablehnen. Würde Štefánik noch leben, längst hätte er den Weg zu Mussolini und Hitler gefunden.“

## Politik 1939 bis 1945

### Oberbefehlshaber der Hlinka-Garde und Innenminister

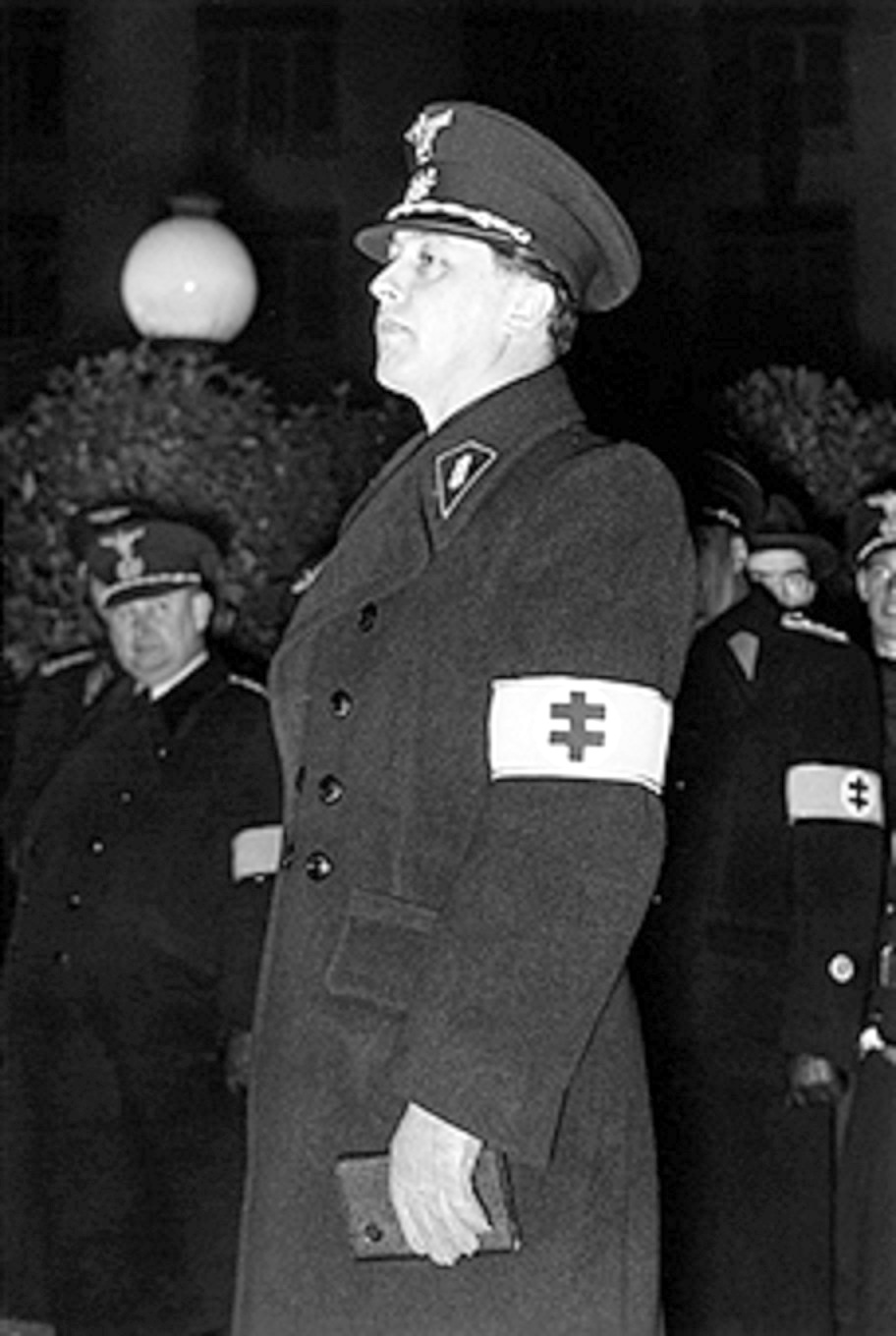
Alexander Mach in gardistischer Uniform

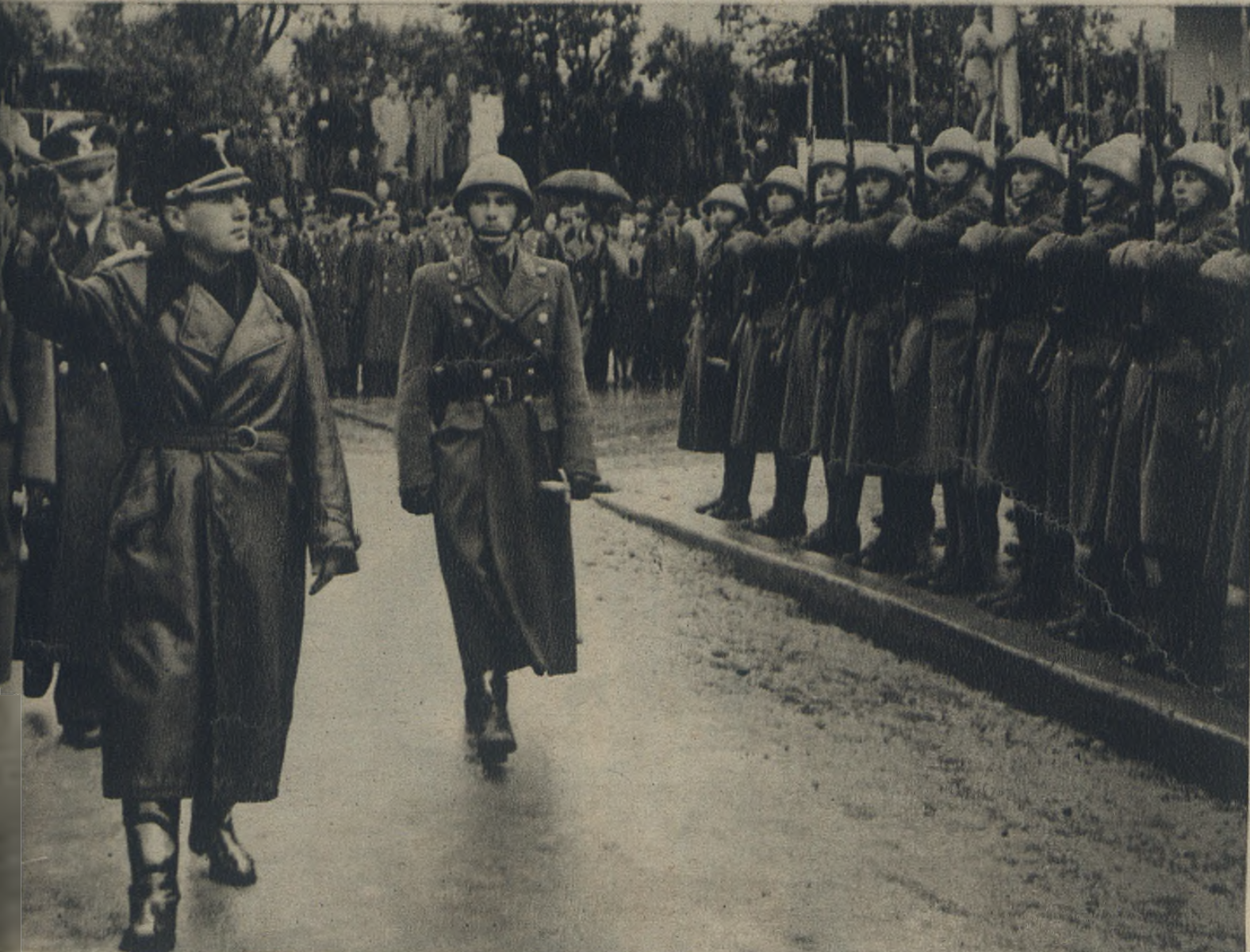
Alexander Mach (1941)

Nach der Ausrufung der slowakischen Autonomie innerhalb der Tschechoslowakei setzte sich Mach für eine schnelle und vollständige Unabhängigkeit der Slowakei ein. Nachdem sich Karol Sidor auf deutschen Druck hin aus der slowakischen Politik weitgehend zurückziehen musste, übernahm Mach den Oberbefehl über die paramilitärische Hlinka-Garde, die vom radikalen Flügel der Slowakischen Volkspartei geführt wurde. Die Bemühungen der Radikalen, im neuen Staat die Macht zu übernehmen, gipfelte bereits im Februar 1940 in einer politischen Krise.
Um eine deutsche Intervention in die slowakische Innenpolitik zugunsten des radikalen Parteiflügels zu provozieren, reichte Alexander Mach beim Staatspräsidenten Jozef Tiso am 21. Februar 1940 seinen Rücktritt als Oberbefehlshaber der Hlinka-Garde und Leiter des Propaganda-Amtes ein. Tiso verschob eine offene Regierungskrise zunächst, indem er Machs Rücktrittsgesuch ablehnte. Erst drei Monate später, als das Deutsche Reich sich mit Frankreich im Krieg befand, nahm Tiso am 21. Mai 1940 Machs Rücktritt an. Neuer Oberbefehlshaber der Hlinka-Garde wurde mit František Galan ein Vertreter von Tisos Parteiflügel. Galan verfügte umgehend die Unterstellung der Hlinka-Garde unter die Parteiorgane der HSĽS-SSNJ. Außerdem wurden alle möglichen Eingriffe der Hlinka-Garde in den Staatsapparat untersagt.
Das Deutsche Reich löste den Konflikt im Salzburger Diktat durch ein direktes Eingreifen in die slowakische Souveränität. Die Radikalen mit Mach und Tuka an der Spitze erzwangen die Abberufung des bisherigen slowakischen Außen- und Innenministers Ferdinand Ďurčanský. Mach wurde neuer Innenminister während Vojtech Tuka neben seiner Funktion als Ministerpräsident auch das Außenministerium übernahm. Außerdem erhielt Mach seinen Posten als Oberbefehlshaber der Hlinka-Garde zurück. Nach dem Salzburger Diktat wurden deutsche Berater in die Slowakei entsandt, die die politische Entwicklung im Land zugunsten der Radikalen überwachen sollten.
Als Innenminister ging Mach gegen verschiedene Gruppen vor, die eine „staatsfeindliche Tätigkeit“ ausübten, vor allem gegen die Kommunisten. Jedoch intervenierte Mach auch zugunsten der Freilassung mehrerer Kommunisten. Im Januar 1940 verkündete Mach vor Mitgliedern der Hlinka-Garde:

„Jeder Gardist zeigt in seinem Umfeld zwei bis drei Menschen an, alles Staatsfeinde, damit wir sie beseitigen können.“

Am 10. September 1941 verkündete Mach mit Tuka durch ein Ermächtigungsgesetz den sogenannten Judenkodex. Diese 270 Paragraphen umfassenden antisemitischen Gesetze orientierten sich an den deutschen Nürnberger Gesetzen und boten die Grundlage zur Enteignung, Ächtung, Internierung und schließlich Vernichtung von über 56.000 slowakischen Juden.
Im Jahr 1942 vereinbarte Mach gemeinsam mit Tuka nach geheimen Verhandlungen mit den Deutschen – zunächst ohne das Wissen des Staatspräsidenten Jozef Tiso und der anderen Regierungsmitglieder – die Deportation der slowakischen Juden aus dem slowakischen Staatsgebiet in deutsche „Arbeitslager“ in Polen. In der von Mach unterzeichneten Begründung des Gesetzesentwurfes des Deporationsgesetzes wird erklärt:

„Die Slowakische Regierung (hat) die Möglichkeit, die Juden loszuwerden. Die Regierung will diese Gelegenheit nicht versäumen und bemüht sich daher, für die Abschiebung der Juden eine gesetzliche Grundlage zu schaffen.“

Mach gründete im Innenministerium eine eigene antisemitische Abteilung unter Leitung von Anton Vašek, die die Organisation der Deportationen bewerkstelligen sollte. Der erste Transport verließ die Slowakei am 25. März 1942.
Daneben war es auch Mach, der Reichsführer SS Heinrich Himmler um die Entsendung von SS-Führern bat, die bei der Errichtung von Konzentrationslagern in der Slowakei beratend tätig sein sollten. Mach war neben Vojtech Tuka und Karol Murgaš eine der führenden Persönlichkeiten des Slowakischen Nationalsozialismus.

### Antisemitismus und Beteiligung am Holocaust

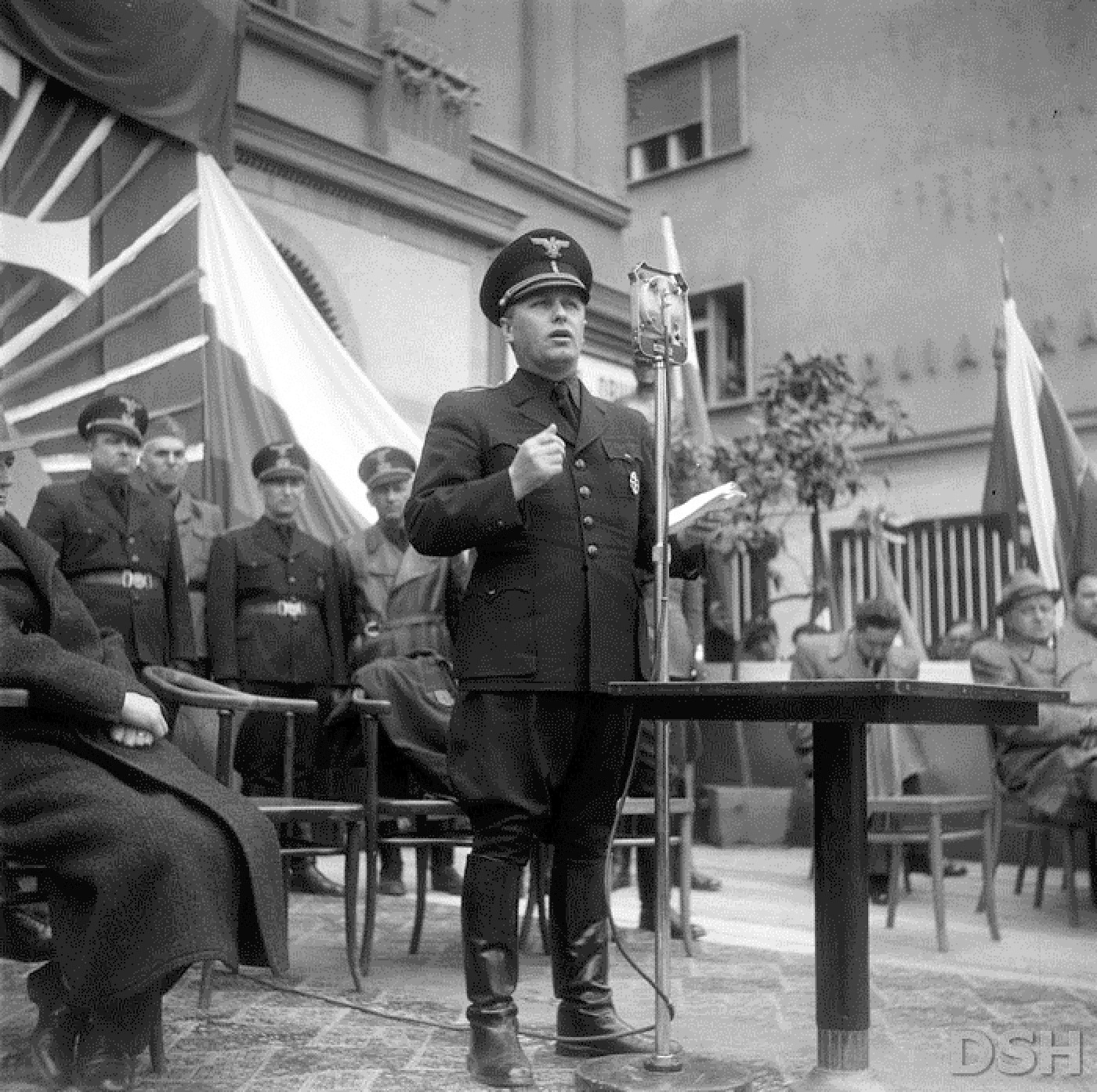
Mach während einer Rede

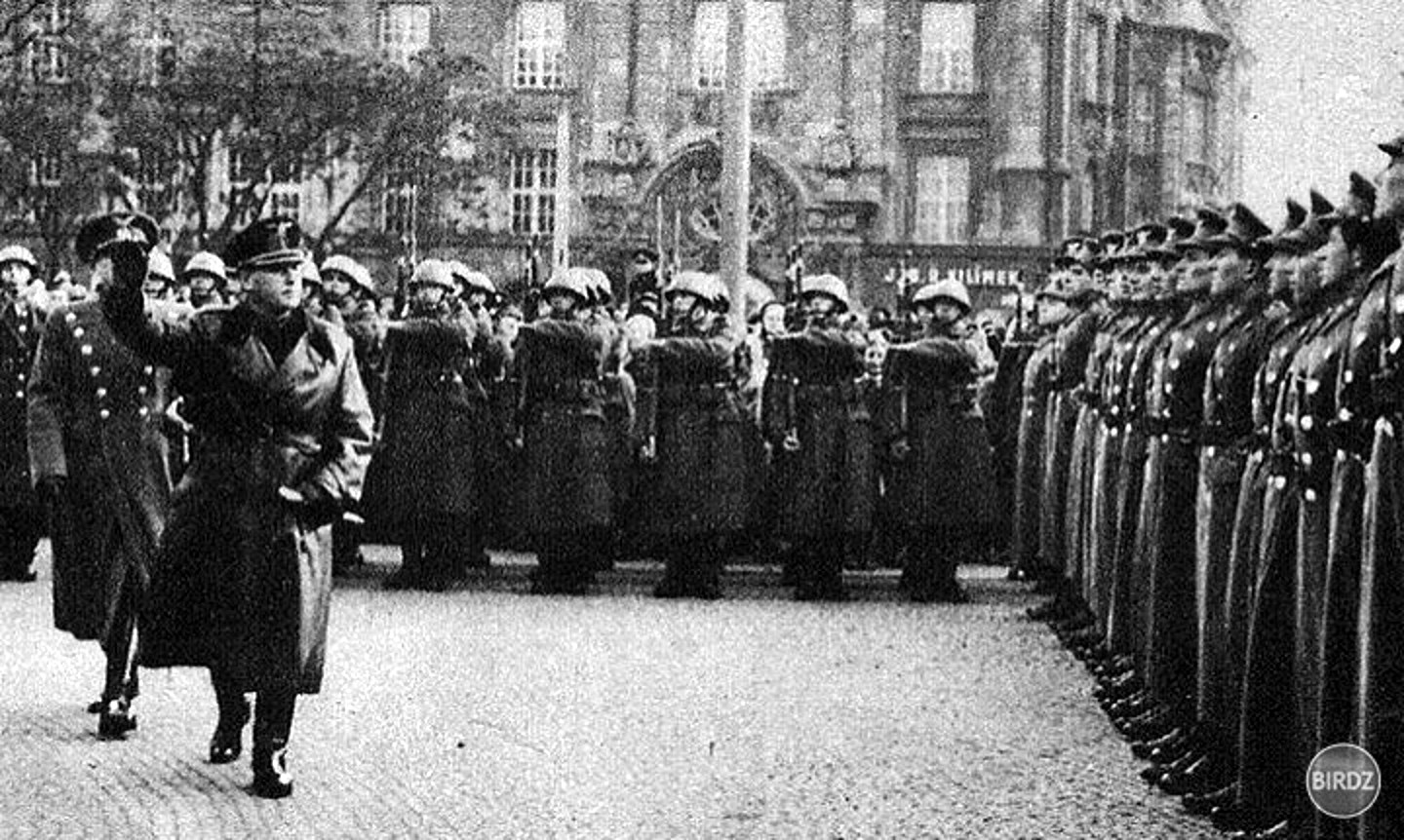
Mach vor slowakischem Militär

Mach vertrat eine antijüdischen Gesinnung. Schon in der autonomen Slowakei sprach sich Mach gegen die Art und Weise aus, wie die Regierung Tiso die „jüdische Frage“ anhand eines Numerus clausus zu lösen versuchte und forderte radikalere Maßnahmen. Bei einer Rede vor Mitgliedern der Hlinka-Garde in Rišňovce im Februar 1939 rief Mach:

„Mit den Juden, die Gold, Juwelen und Reichtümer besitzen, hat man überall aufgeräumt. Das werden wir auch tun. Wer hier etwas gestohlen hat, dem wird es genommen werden.“

Als Chef der Propagandaabteilung versuchte er, eine antijüdische Stimmung im Land zu erzeugen und als Innenminister war er für die Mehrheit der antijüdischen Maßnahmen verantwortlich. Nach geheimen Verhandlungen mit der deutschen Führung organisierte Mach gemeinsam mit Tuka die Deportation slowakischer Juden in deutsche Konzentrationslager. Den ersten Transport am 25. März 1942 organisierten Mach und Tuka, noch bevor das slowakische Parlament die Deportationen gesetzlich verabschiedet hatte. Auf die bald folgenden Proteste erklärte Mach, dass „er mit den Deportationen fortfahren werde und für sie die volle Verantwortung übernehme“.
Bis Ende Oktober 1942 wurden fast 58.000 Juden deportiert. Als sich in der Öffentlichkeit Berichte verbreiteten, denen zufolge die deportierten Juden ermordet würden, äußerte sich Mach, dass „das Gerede über ermordete Juden eine schändliche Erfindung der Juden selber und der Feinde des slowakischen Staates ist“. Im Jahr 1943 propagierte er weitere Transporte.
1944 änderte er allerdings seine Meinung und er erklärte auch entgegen der deutschen Forderungen, alle Juden „auszusiedeln“, dass „wenn die Juden es sich mit ihrem Verhalten nicht selbst verschulden und erzwingen, werden wir sie nicht aussiedeln“. Später behauptete Mach bei seiner Vernehmung, dass er bis zum Jahr 1943 nicht gewusst habe, was mit den Juden passierte und dass er es erst erfahren hatte, nachdem ihm der Bischof von Spiš Ján Vojtaššák davon geschrieben hatte:

„Bis zum Jahr 1943 betrachtete ich das Aussiedeln aller Juden und ihre Ansiedlung in der Gegend rund um Lublina als im slowakischen Interesse, als historische Gelegenheit sich des magyarisierenden Schändlings zu entledigen... Ich tat das Meine, das ist wahr, in Anlehnung an die Deutschen... beim Gericht gestand ich keine Schuld, aber ein Schmerz ist es, was mit den Juden geschah. Ich fühlte alle Gewissen, als ich herausfand, was mit ihnen geschieht. Die Hände und das Gewissen haben wir... auch bei dieser schmerzhaften Tragödie rein.“

### Verhältnis zu den Nationalsozialisten
Obwohl der erste deutsche Gesandte in Bratislava, Manfred von Killinger, der Auffassung war, Mach halte „treu zu Deutschland“, stand sein Nachfolger Hanns Ludin Mach bereits kritischer gegenüber:

„Mach will etwas werden, aber er ist sich nicht klar, wie er das besser erreicht: auf der soliden Grundlage positiver Ministerarbeit oder als revolutionärer Heros. Ich bin der Überzeugung, er schwankt zwischen Tiso und Tuka.“

Der Sicherheitsdienst der SS schließlich stellte 1943 Machs Deutschfreundlichkeit mit dem Hinweis auf dessen Veröffentlichungen eindeutig in Frage. So hatte Mach 1937 etwa folgende Auffassung zu Papier gebracht:

„Teutonische Nationalismen sind Chauvinismus. […] Ein solcher Nationalismus ist eigentlich eine Krankheit […] das ist schon rücksichtsloser Egoismus, das sind Früchte krankhaften Stolzes. […] Ja, der Bolschewismus und der Hitlerismus sind zwei Übel, die aus Gottes Walten die durch geistlosen tyrannischen Liberalismus materialisierte Menschheit warnen sollen.“

## Flucht, Prozess und Haft
Der Slowakische Nationalaufstand bedeutete das politische Ende Machs. Als sich die Rote Armee der Hauptstadt Bratislava näherte, ließ Mach zuerst seine Familie nach Österreich bringen und emigrierte nach der Befreiung Bratislavas am 4. April 1945 ebenfalls dorthin. Später wurde Mach in ein Anhaltelager in Deutschland gebracht, von dem aus er an die tschechoslowakischen Behörden ausgeliefert wurde.
Seine Familie wurde nach Budweis übersiedelt. Mach wurde nach Prag überstellt und dort inhaftiert. Nach zwei Tagen wurde Mach gemeinsam mit Jozef Tiso in ein Flugzeug verfrachtet und in die Slowakei geflogen. Am Bratislaver Flughafen wurden beide von Stellvertretern der slowakischen Regierung in Handschellen gelegt.
Der große Prozess mit Tiso, Ďurčanský und Mach begann Ende 1946. Die Angeklagten wurden vor allem der Zerschlagung der Tschechoslowakei beschuldigt, danach der Kollaboration mit Adolf Hitler, der Niederschlagung des Slowakischen Nationalaufstands und des inhumanen Umgangs mit den Aufständischen, Juden, Tschechen und politischen Gegnern.
Niemand zweifelte daran, dass, sollte ein Todesurteil gefällt werden, dieses eher gegenüber dem radikalen Mach als Tiso verkündet werden würde. Doch das Gegenteil war der Fall. Tiso wurde gehängt und Mach zu einer dreißigjährigen Gefängnisstrafe verurteilt. Diese wurde später sogar noch auf 25 Jahre reduziert (durch eine Amnestie 1968 musste Mach letztendlich nur 21 Jahre in Haft verbringen). So äußerte sich Mach auch überrascht:

„Vor der Entstehung der Slowakischen Republik und auch während ihres Bestehens standen Tisos Handlungen und Ansichten in einem besseren Licht als meine, er war beliebt. Auch wenn sie ihn zum Tode verurteilt hätten, ging man davon aus, dass er begnadigt werden würde.“

Der Prokurator des zuständigen Gerichts, Anton Rašla, erklärt dies in seinem Buch Proces s Tisom (deutsch Der Prozess mit Tiso) damit, dass Machs Abschlussrede klarer war und in ihr auch eine Art Mitleid zu spüren gewesen sei, im Unterschied zum nicht sehr guten Redner Tiso. So erklärte Mach vor dem Gericht:

„Ja, ich bekenne mich schuldig dessen, wessen sie mich beschuldigen, aber sie können nicht von mir verlangen, dass ich mich davon distanziere oder es für sündig oder beschämend halte.“

Mach, der ein begnadeter populistischer Redner war, rührte manche im Gerichtssaal sogar zu Tränen. So weinte z. B. der Ankläger Dr. J. Šujan, aber auch die Frau des Senatsvorsitzenden Igor Daxner. Nachdem die Abschlussreden gehalten waren, verlegte der Senatsvorsitzende Daxner die Verlautbarung der Urteile um zwei Wochen.
In der Zwischenzeit traf Daxner sich heimlich mit dem Gerichtsprokurator Anton Rašla. Beide einigten sich, dass Mach nicht mit der Todesstrafe bestraft werden sollte, wobei sie in diesem Fall Tiso nicht verurteilen konnten, was Daxner nicht zulassen wollte. Und so erfanden beide eine perfide Lösung: Rašla besorgte Mach eine ärztliche Bestätigung auf der fälschlicherweise vermerkt war, dass Mach an einer beidseitigen Lungenentzündung erkrankt sei.
Den überraschten Mach ließen sie ins Krankenhaus einliefern und gaben dem Gericht bekannt, dass Mach bis zu einer Besserung seines gesundheitlichen Zustandes nicht an der Verhandlung teilnehmen könne. Tiso und in Abwesenheit Ďurčanský wurden zum Tode verurteilt. Zwei Wochen später war Mach „genesen“ und wurde zu 30 Jahren Haft verurteilt.
Einen Tag später wurde Mach ins Gefängnis Leopoldov überstellt. Dort traf er viele ehemalige hohe Funktionäre der Slowakischen Volkspartei, darunter den Chef der Propagandaabteilung Tido J. Gašpar, General Jozef Turanec, Senatsvorsitzenden Pavol Opluštil, Wirtschaftsminister Gejza Medrický und Finanzminister Mikuláš Pružinký. Insgesamt waren im Gefängnis Leopoldov um die Zeit an die 500 ehemalige ranghohe Angehörige der Volkspartei interniert.
Nach der Machtübernahme der Kommunisten im Jahr 1948 sollte Mach einer der Hauptzeugen bei den inszenierten Prozessen gegen „bourgeoisischen Nationalisten“ (Husák, Novomeský, Clementis) sein. Mehrere Male wurde Mach verhört, weigerte sich jedoch jedes Mal eine belastende Aussage zu machen. So beispielsweise im Prozess gegen Novomeský, in dem Mach bestätigte sich mit Novomeský getroffen zu haben, allerdings leugnete, dass Novomeský sich abwertend im Bezug auf die Sowjetunion geäußert hätte.

## Nach der Freilassung
Mach wurde nach 23 Jahren Haft während der Amnestie des tschechoslowakischen Präsidenten Ludvík Svoboda am 9. Mai 1968 freigelassen. Zu seiner Freilassung verhalf ihm vor allem Anton Rašla. Er schlug sie Mach als Belohnung für die Verhinderung von Unruhen im Gefängnis vor.
Als Mach aus dem Gefängnis entlassen wurde, war er 66 Jahre alt. Die Politik beobachtete er nur noch aus großer Distanz. Er traf sich nur mit der Familie und seinem engsten Bekanntenkreis, zu dem Milo Urban, Pavol Čarnogurský, Janko Silan, Jozef Hoffman, Vilo Kovár und ehemalige Mitgefangene zählten. Die meiste Zeit verbrachte Mach auf der Chata seines Sohnes unweit von Bratislava, wo er seine Erinnerungen niederschrieb.
Als Mach seine Autobiografie bereits fast vollendet hatte, inszenierte der tschechoslowakische Geheimdienst einen Einbruch in die Hütte und konfiszierte die handgeschriebenen Dokumente.

## Tod und Selbstbeurteilung
Alexander Mach starb am 15. Oktober 1980.
Seinem Sohn Roman gelang es 2003, die Erinnerungen des Vaters aus dem Archiv des Innenministeriums zurückzuerhalten.
Nach Machs Freilassung führte der bekannte Publizist Juraj Špitzer langjährige Gespräche mit Mach, von denen er einen Teil im Buch Svitá, až keď je celkom tma veröffentlichte.
Einmal soll Mach zu Špitzer gesagt haben:

„Es erschütterte mich, als ich erfahren habe, das die Juden in Polen massenweise liquidiert werden. Nein, das soll keine Entschuldigung sein, ich habe es wirklich erst im Sommer 1942 erfahren. Ich wollte eine Slowakei ohne Juden, aber nicht um den Preis des Mordens.“

So beurteilte Mach nach Jahren die antijüdischen Maßnahmen der Arisierung und der zwanghaften Deportierung:

„… man kann sich schwer darauf hinausreden, dass wir nicht der einzige Staat in der Geschichte waren, der sich auf so eine – ich gebe zu – inhumane Methode einer gewissen gesellschaftlichen oder nationalen Gruppe entledigte. Ich weiche der Antwort nicht aus, es war der Gipfel der Inhumanität.“

## Beziehung zu den Kommunisten
Mach machte kein Geheimnis aus seinen Sympathien für die jungen slowakischen Kommunisten, die er in seiner Verteidigungsrede als diejenigen bezeichnet, die vorteillos, aufopfernd und begeistert arbeiten und nicht an ihre Karriere oder finanzielle Gewinne denken. Er traf sich regelmäßig mit den sogenannten Salonkommunisten wie Novomeský, Clementis oder Husák in einer Weinstube, wo sie gemeinsam tranken, Karten spielten und über Politik diskutierten.
Nach Machs Verurteilung hielt sich hartnäckig die Behauptung, seine Freundschaft zu einigen Kommunisten hätte ihn vor der Todesstrafe bewahrt. Es war angeblich der Dank dafür, das Mach zur Zeit der Ersten Slowakischen Republik über einige Kommunisten seine „schützende Hände“ hielt.
So schreibt František Vnuk:

„Zwischen Novomeský und Mach entwickelte sich eine enge Freundschaft, die nicht nur Novomeský nützte, sondern auch vielen Kommunisten, die bei der Vorbereitung von ‚illegalen Tätigkeiten‘ gefasst wurden.“

## Rezeption
Der slowakische Historiker Anton Hruboň, der die erste kritische wissenschaftliche Biographie zu Mach vorgelegt hat, bezeichnet ihn in seiner Rolle als damaliger slowakischer Innenminister und Oberkommandant der Hlinka-Garde als den „Architekten des slowakischen Holocaust“ (architekt slovenského holokaustu). Laut Ľudovít Hallon gehörte Mach „zu den Hauptpropagatoren des Nationalsozialismus und des radikalen Antisemitismus“ in der Slowakei.